# Đorđe Tomić
Đorđe Tomić (cyr.: Ђорђе Томић, ur. 11 listopada 1972 w Zemunie) – serbski piłkarz występujący na pozycji pomocnika. Reprezentant Jugosławii.

## Kariera klubowa
Tomić karierę rozpoczynał w sezonie 1991/1992 w Partizanie. W ciągu trzech sezonów wywalczył z nim dwa mistrzostwa Jugosławii (1993, 1994), dwa Puchary Jugosławii (1992, 1994) oraz wicemistrzostwo Jugosławii (1992).
W 1995 roku przeszedł do francuskiego En Avant Guingamp. W Division 1 zadebiutował 19 lipca 1995 w wygranym 2:0 meczu z FC Martigues. W Guingamp spędził sezon 1995/1996. Potem odszedł do hiszpańskiego Atlético Madryt. W Primera División pierwszy raz wystąpił 11 maja 1997 w wygranym 2:1 pojedynku z Athletikiem Bilbao. Sezon 1997/1998 spędził w Atlético Madryt B, grającym w Segunda División.
W 1998 roku Tomić wrócił do Partizana. W sezonie 1998/1999 wywalczył z nim mistrzostwo Jugosławii, a w sezonie 1999/2000 - wicemistrzostwo Jugosławii. W 2000 roku przeszedł do hiszpańskiego Realu Oviedo. W sezonie 2000/2001 spadł z nim z Primera División do Segunda División. Graczem Realu był do końca sezonu 2001/2002. Potem występował jeszcze w południowokoreańskim Incheon United, gdzie w 2004 roku zakończył karierę.

## Kariera reprezentacyjna
W reprezentacji Jugosławii Tomić wystąpił jeden raz, 10 lutego 1999 w wygranym 3:0 meczu eliminacji Mistrzostw Europy 2000 z Maltą.